# Малиновка (Миргородский район)
Малиновка (укр. Малинівка) — село,
Шахворостовский сельский совет, Миргородский район, Полтавская область, Украина.
Код КОАТУУ — 5323289205. Население по переписи 2001 года составляло 206 человек.
Хутор Марьинский был приписан к Покровской церкви в Шахворостовке.
Село указано на трёхверстовке Полтавской области Военно-топографической карты 1869 года, как хутор  Акермана (Марьинский).

## Географическое положение
Село Малиновка находится на левом берегу реки Лихобабовка,
выше по течению на расстоянии в 6 км расположено село Шарковщина,
ниже по течению на расстоянии в 3,5 км расположено село Трудолюб,
на противоположном берегу — село Шахворостовка.
На реке большая запруда.